# Willie Gault
Willie James Gault (* 5. September 1960 in Griffin, Georgia) ist ein ehemaliger US-amerikanischer Sprinter, Hürdenläufer und American-Football-Spieler. Nach seiner Leichtathletikkarriere spielte er elf Jahre American Football in der National Football League (NFL) und gewann mit den Chicago Bears den Super Bowl XX.
1980 gehörte er zum US-Olympiateam, konnte jedoch nicht starten, da sein Land die Spiele in Moskau boykottierte. Bei dem ersatzweise abgehaltenen Liberty Bell Classic gewann er Bronze über 100 Meter. 1982 wurde er US-Meister im 110-Meter-Hürdenlauf.
1983 gewann er über 110 Meter Hürden Silber bei der Universiade und Bronze bei den Leichtathletik-Weltmeisterschaften in Helsinki. In der 4-mal-100-Meter-Staffel der Weltmeisterschaften stellte die US-Mannschaft in der Besetzung Emmit King, Gault, Calvin Smith und Carl Lewis mit 37,86 Sekunden einen Weltrekord auf.
Danach spielte er American Football auf der Position des Wide Receivers. Er spielte von 1983 bis 1987 bei den Chicago Bears und von 1988 bis 1993 bei den Los Angeles Raiders in der National Football League (NFL). Mit den Bears gewann er den Super Bowl XX gegen die New England Patriots.
Willie Gault ist heute als Filmschauspieler tätig, betätigt sich aber auch weiterhin als Altersklassensporter. Er hält die M45-Weltrekorde über 100 Meter (10,72 s), 200 Meter (21,80 s) und 110 Meter Hürden (14,41 s).

## Persönliche Bestzeiten
- 100 m: 10,10 s, 5. Juni 1982, Provo
- 110 m Hürden: 13,26 s, 25. Juli 1982, Indianapolis

## Filmografie (Auswahl)
- 1993: In der Hitze der Nacht (Fernsehserie, 1 Folge, In the Heat of the Night)
- 1996: Echt super, Mr. Cooper (Fernsehserie, 1 Folge, Hangin’ with Mr. Cooper)
- 1997–2000: Pretender (Fernsehserie, 20 Folgen, The Pretender)
- 2002: Keine Gnade für Dad (Fernsehserie, 1 Folge, Grounded for Life)
- 2004: Final Call – Wenn er auflegt, muss sie sterben (Cellular)
- 2004: Still Standing (Fernsehserie, 1 Folge)